# 尤政
尤政（1963年12月2日—），男，江苏扬州人，中国机械电子工程专家，长江学者特聘教授，中国工程院院士。曾任清华大学机械工程学院教授、院长（2008年就任）、精密仪器系主任、副校長，现任华中科技大学校长、中国科学技术协会副主席。

## 生平
1981年毕业于扬州中学。后取得华中理工大学学士、硕士和工学博士学位。
2013年当选中国工程院院士。2015年担任清华大学党委常委、副校长。2021年5月30日，当选中国科学技术协会第十届全国委员会副主席。
2021年10月20日，出任华中科技大学校长（副部长级）。

## 社会兼职
- 中国人民解放军总装备部科技委兼职委员/微米纳米技术专业组组长
- 中国微米纳米技术学会副理事长兼秘书长
- 中华人民共和国科学技术部863对地观测与导航领域专家组专家
- 中华人民共和国教育部科技委机电与运载学部委员
- 中国仪器仪表学会副理事长
- 国务院学位委员会仪器/光学学科评议组成员